# Zanthoxylum bouetense
Zanthoxylum bouetense är en vinruteväxtart som först beskrevs av Jean Baptiste Louis Pierre och Letouzey, och fick sitt nu gällande namn av Alma May Waterman. Zanthoxylum bouetense ingår i släktet Zanthoxylum och familjen vinruteväxter. Inga underarter finns listade i Catalogue of Life.